# El Paraíso (Copán)
El Paraíso è un comune dell'Honduras facente parte del dipartimento di Copán.
Il comune è stato istituito il 29 ottobre 1891.